# Basement
BASEMENT est un logiciel de simulation gratuit pour la modélisation hydro- et morphodynamique. Le logiciel est en développement depuis 2002 par le Laboratoire de recherches hydrauliques, hydrologiques et glaciologiques (VAW) de l’EPF Zurich.

## Description
Le logiciel BASEMENT est basée sur la solution numérique des équations de Barré de Saint-Venant pour les modèles 1D et des équations d’écoulement en eaux peu profondes pour l’hydrodynamique des modèles 2D, l'équation de Exner 2d et l'équation convection-diffusion (en) 2d utilisant la méthode des volumes finis et le calcul exact du flux du solveur de Riemann (en) sur une grille non structurée,. Les calculs ne sont donc valables que si la composante verticale de la vitesse peut être ignorée.
BASEMENT est un programme approprié pour le calcul 2d des débits couplés eau et sédiments,.

## Alternatives
- MASCARET (logiciel)
- HEC-RAS